# Dronninglund (parochie)
Dronninglund is een parochie van de Deense Volkskerk in de Deense gemeente Brønderslev. De parochie maakt deel uit van het bisdom Aalborg en telt 4644 kerkleden op een bevolking van 4744 (2004).
Historisch hoorde de parochie tot de herred Dronninglund.

Agersted · Aså · Brønderslev · Dorf · Dronninglund · Hallund · Hellevad · Hellum · Hjallerup · Jerslev · Melholt · Mylund · Ørum · Øster Brønderslev · Øster Hjermitslev · Serritslev · Stenum · Tise · Tolstrup · Voer